# Аддисон, Ланселот

The present state of the Jews, London, 1675

Ланселот Аддисон (англ. Lancelot Addison; 1632, Crosby Ravensworth, Камбрия — 20 апреля 1703) — английский священник англиканской церкви, переводчик, писатель
.

## Биография
Родился в графстве Уэстморленд. Образование получил в Куинз-колледже Оксфордского университета.
Отец публициста  Джозефа Аддисона (1622—1703). 
В 1670 году был назначен королевским капелланом, вскоре после этого ректором Милстона (с 1670 по 1681 год) и пребендарием в соборе Солсбери. В 1683 году он стал деканом Личфилда, а в 1684 году – архидиаконом Ковентри.
Занимая пост священника при английском гарнизоне в Танжере (Марокко), имел возможность изучить быт и нравы евреев в Берберии. 
Наряду с некоторыми трудами по религии и быту мавров, опубликовал книгу «Современное положение евреев» («The present state of the Jews», London, 1675; 2-е изд. в 1674 г.; 3-е изд. в 1682 г.). Подзаголовок книги гласит: «Точный отчет о светских и религиозных обычаях евреев, с прибавлением общего рассуждения о Мишне, Талмуде и Гемаре». Сведения Л. Аддисона, почерпнутые из наблюдений над евреями Африки, весьма односторонни; но в общем автор, хотя и стоит на церковной точке зрения, отличается достаточною для англичанина того времени веротерпимостью.
Кроме того, автор книги «West Barbary, or a Short Narrative of the Revolutions of the Kingdoms of Fez and Morocco», (1671).
Похоронен в Личфилдском соборе в Стаффордшире.